# Robert von Mohl

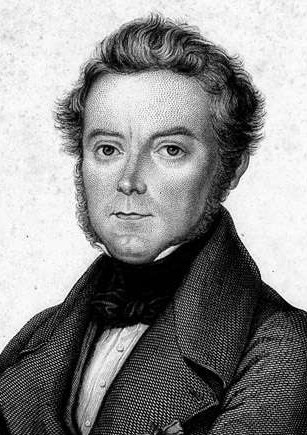
Robert von Mohl.

Robert von Mohl (17 de agosto de 1799 em Stuttgart - 4 de novembro de 1875 em Berlim) foi um jurista  da Alemanha, pai do diplomata Ottmar von Mohl e irmão de Hugo von Mohl e Julius von Mohl.
É autor do clássico Die deutsche Polizeiwissenschaft nach den Grundsätzen des Rechtsstaates (A ciência política alemã na fundação do Estado de Direito).
Robert von Mohl foi um dos primeiros a utilizar o termo estado de direito, ou estado constitucional, em oposição ao estado policial antiaristocrático, bem como o termo ativismo judicial, ou "estado de justiça".